# Огаден (клан)
Огаден — один из сомалийских кланов, а также субклан клана Дарод.
Огаден в основном проживают в районе эфиопской провинции Огаден, в Северо-Восточной провинции Кении и на территории самопровозглашённого государства Джубаленд (Южное Сомали). Кроме того, они проживают в таких крупных городах, как Могадишо и Кисмайо.